# Riverdance
Riverdance è uno spettacolo teatrale che consiste nella tradizionale danza irlandese, famosa per i rapidi movimenti delle gambe mentre il corpo e le braccia vengono mantenuti per lo più fermi.
Riverdance fu rappresentato per la prima volta il 30 aprile durante l'intervallo dell'Eurovision Song Contest del 1994, con un format di sette minuti prodotto da Moya Doherty, John McColgan, il ballerino Michael Flatley e il compositore Bill Whelan. La musica che accompagna la danza, composta da Bill Whelan e presentata dal gruppo corale irlandese Anúna, dalla RTE Concert Orchestra e da diversi musicisti tradizionali, fu lanciata come singolo in Irlanda, dove salì subito al primo posto nelle classifiche e vi rimase per diciotto settimane.
La manifestazione europea è indicata come una delle tappe cruciali nella creazione fra gli stessi irlandesi del mito della Tigre Celtica, in un momento nel quale essere irlandese significava essere all'avanguardia nella cultura europea. Altre citazioni riguardano entrambe le vittorie di Ray Houghton contro il Regno Unito nel 1988 e l'Italia nel 1994, oltre alla vittoria di Mary Robinson, che fu eletta Presidente dell'Irlanda nel 1990.
Durante la trasmissione dell'Eurofestival è stato presentato uno dei brani iniziali intitolato Cloudsong, interpretato dagli Anúna e diretto dal compositore di Dublino Michael McGlynn. Gli Anúna furono fondati nel 1987 e ancora oggi continuano ad esibirsi e a incidere dischi. Hanno lasciato lo spettacolo nel 1996 e il loro insolito sound corale li ha portati a un meritato successo. Hanno inciso nove album e hanno interpretato tutte le versioni dell'album di Riverdance fino al 1996.
Nel novembre del 1994 furono venduti a Dublino i biglietti per la prima versione integrale di Riverdance, la cui prima fu il 9 febbraio del 1995 al Point Theatre; nel cast c'era anche la campionessa di danza irlandese Jean Butler. Lo spettacolo restò in cartellone per cinque settimane e fece il tutto esaurito. Verso la fine del 1995, lo spettacolo fu premiato con un'altra programmazione di sei settimane al Point Theatre e con una serie di due programmazioni all'Hammersmith Apollo di Londra di quattro e diciotto settimane, che registrarono il tutto esaurito. Nell'ottobre del 1995 Michael Flatley, che aveva fatto parte dello spettacolo fin dalla sua inaugurazione, abbandonò la produzione a causa di "divergenze creative" in merito alla sua direzione; lui continuò a produrre il suo spettacolo, Lord of the dance.
Nel marzo del 1996 lo spettacolo fu rappresentato per la prima volta negli Stati Uniti al Radio City Music Hall di New York, dove per otto volte fece il tutto esaurito. Fra il marzo del 2000 e l'agosto del 2001 lo spettacolo fu rappresentato al Gershwin Theatre di Broadway.
Il 5 marzo 2002 a Edimburgo e San Francisco si festeggiarono le 5.000 rappresentazioni.
Riverdance continua ad essere rappresentato in tutto il mondo. Per ciascuna produzione la compagnia viene chiamata col nome di uno dei fiumi irlandesi. Le compagnie che si esibiscono attualmente sono i Boyne (in tournée negli Stati Uniti), gli Avoca e i Foyle (in Europa).